# Buzeins
Buzeins korábbi község Franciaország Okcitánia régiójában, Aveyron megyében. Lakosainak száma 186 fő (2018. január 1.). Buzeins Gaillac-d’Aveyron, Recoules-Prévinquières, Saint-Martin-de-Lenne, Saint-Saturnin-de-Lenne, Vimenet és Lapanouse községekkel határos.
2016. január 1-jén négy másik korábbi községgel egyesült és az így létrejött Sévérac d’Aveyron új község része lett.

## Népesség
A település népességének változása:
| Lakosok száma | 262  | 219  | 205  | 164  | 200  | 184  | 187  | 187  | 186  | 186  |
|               | 1962 | 1968 | 1982 | 1990 | 1999 | 2008 | 2011 | 2013 | 2017 | 2018 |